# Rödtjärnen (Anundsjö socken, Ångermanland, 705778-161459)
Rödtjärnen är en sjö i Örnsköldsviks kommun i Ångermanland och ingår i Moälvens huvudavrinningsområde. Sjön har en area på 0,159 kvadratkilometer och ligger 261,6 meter över havet. Sjön avvattnas av vattendraget Rödtjärnsbäcken.

## Delavrinningsområde
Rödtjärnen ingår i det delavrinningsområde (705724-161390) som SMHI kallar för Mynnar i Hädanbergsån. Medelhöjden är 288 meter över havet och ytan är 26,16 kvadratkilometer. Det finns inga avrinningsområden uppströms utan avrinningsområdet är högsta punkten. Rödtjärnsbäcken som avvattnar avrinningsområdet har biflödesordning 4, vilket innebär att vattnet flödar genom totalt 4 vattendrag innan det når havet efter 58 kilometer. Avrinningsområdet består mestadels av skog (83 procent). Avrinningsområdet har 0,16 kvadratkilometer vattenytor vilket ger det en sjöprocent på 0,6 procent.